# 艾德娜·奥布莱恩

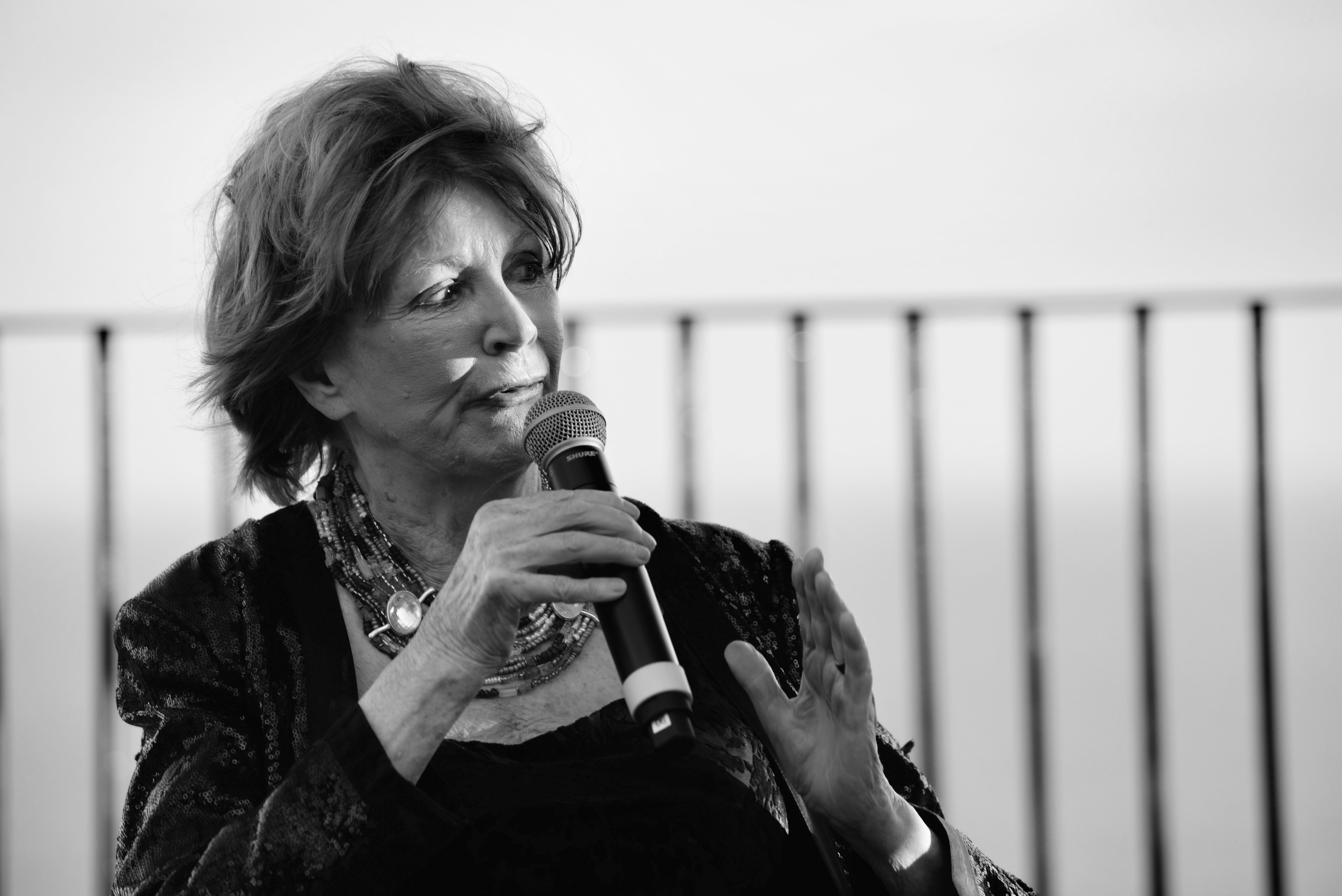
艾德娜·奥布莱恩

艾德娜·奥布莱恩DBE （1930年12月15日—2024年7月27日）是一位爱尔兰短篇小说家、回忆录作家、剧作家、诗人。奥布莱恩的作品经常围绕女性的内心感受以及她们与男性和整个社会的關係展开。她的書曾因涉及对女性性欲的描绘而被禁。2019年，艾德娜·奥布莱恩獲頒大卫·科恩奖。